# César Henrique Martins
César Henrique Martins (Mairinque, 28 dicembre 1992) è un calciatore brasiliano, difensore del Grêmio Novorizontino.

## Caratteristiche tecniche
Gioca come difensore centrale.

## Palmarès

### Club
- Supercoppa di Portogallo: 1

Benfica: 2014
- Campionato portoghese: 1

Benfica: 2014-2015
- Coppa di Lega portoghese: 1

Benfica: 2014-2015